# Willard (filme)
Willard (br: A Vingança de Willard) é um filme de terror produzido nos Estados Unidos em 2003, dirigido por Glen Morgan.

## Sinopse
Willard Stiles (Crispin Glover) é um cara estranho, que não tem amigos nem namorada. Assombrado pela imagem do pai morto e sufocado pela mãe que o requisita a todo instante, Willard não consegue estabelecer relações com as pessoas à sua volta. No trabalho, é mal-tratado pelo chefe que faz de sua vida um pesadelo. Morador de uma casa velha decadente, única herança de seu pai, um dia Willard descobre que exerce um estranho poder sobre os ratos que vivem no porão. Ele percebe que agora tem amigos, uma centena de pequenas criaturas tão fiéis e vorazes que seriam capazes de matar por ele.

## Elenco
- Crispin Glover...Willard
- R. Lee Ermey...Mr. Martin
- Laura Harring...Cathryn (como Laura Elena Harring)